# Casa a cortile

Domus tipica dell'antica Roma, esempio di casa organizzata intorno a un cortile.

La casa a cortile è un tipo di abitazione nella quale le stanze sono organizzate attorno a un cortile centrale. Questo tipo di case è ampiamente diffuso nelle regioni del Mediterraneo e del Medio Oriente fin dall'antichità.

## Storia
La tipologia della casa a cortile è utilizzata fin dall'antichità, come risposta alle necessità ambientali e sociali dell'epoca. Da un lato per la necessità di difendersi dell'esterno nei climi desertici, dall'altro per creare uno spazio familiare e un contesto adeguato alle attività economiche, sociali e religiose. Il modello si trova completamente sviluppato già nella città di Ur, intorno al 2000 a.C. L'esempio più antico conosciuto è a Sha'ar HaGolan, dove sono stati trovati resti di case a cortile databili al 6400-6000 a.C.
In Mesopotamia nel I millennio a.C. il tipo predominante di casa era quello delle cosiddette e (Cuneiforme: 𒂍, E2; sumero: e2; accadico: bītu), organizzato attorno a un cortile chiamato tarbaṣu, senza prevedere aperture verso l'esterno, eccettuata la porta di ingresso.
Nell'antica Grecia esempi di case a cortile si possono trovare a Atene e in numerose altre città.
In Italia gli antichi modelli di case a cortile di epoca romana si rinvengono a Pompei e Ercolano. Qui le case e le domus hanno un eccezionale grado di conservazione. Gli alloggi circondano il cortile invisibile dalla strada.
La stessa domus romana è un esempio di casa a cortile. I soggiorni erabo disposti intorno all'atrio contenente l'altare e l'impluvium, uno stagno o piscina che raccoglieva l'acqua piovana.
Le case a cortile sono tipiche anche dell'architettura islamica, nella quale predomina la salvaguardia massina della intimità familiare. Gli alloggi sono organizzati attorno al sahn, che contiene uno stagno o piscina adatto alle abluzioni.